# ボタフォゴFC (パライバ州)
ボタフォゴFC (ポルトガル語: Botafogo Futebol Clube) 、通称ボタフォゴ・ダ・パライバ (Botafogo da Paraíba) は、ブラジル・パライバ州ジョアンペソアを本拠地とするサッカークラブである。ブラジルには同名のクラブが複数存在するため、ボタフォゴ・ダ・パライバと呼ばれている。またパライバ州の略称を表す「PB」を付けてボタフォゴ-PB (Botafogo-PB) と表記されることがある。
ホームスタジアムは25,770人収容のアウメイドン (Almeidão) ことエスタジオ・ジョゼ・アメリコ・ジ・アウメイダ・フィーリョ。
クラブのロゴはリオデジャネイロのボタフォゴに影響されたものだが、中央の星の色は白から赤になっている。これは1976年にラジオアナウンサーのイヴァン・トマスが、クラブロゴをパライバ州の州旗と同じ赤と黒とすることを決めたためである。
サッカーのほかにフットサルやバスケットボール部門も保有する。主なライバルクラブはトレーゼ、カンピネンセ、アウト・エスポルテである。
マスコットは保安官（Xerife）である。

## 歴史
1931年9月28日、ジョアンペソアのクリスト・レデントール地区で創設される。創設者のベラウド・デ・オリヴェイラ、マノエウ・フェイトーザ、リヴォネテ・ペソア、ジョゼ・デ・メロ、エジソン・デ・モウラ・マシャド、エノック・リンスは全員リオデジャネイロのボタフォゴのサポーターだった。クラブの初代会長にはベラウド・デ・オリヴェイラが選ばれた。1932年のリーガ・スブルバナのサンベント戦（2-2引き分け）が最初の試合となった。
1936年、カンピオナート・パライバーノ（パライバ州選手権）に優勝し、最初のプロタイトルを獲得した。
1976年、カンピオナート・ブラジレイロ・セリエA（ブラジル全国選手権1部）に初参戦。2回戦で敗れ、25位となった。
1985年、ブラジル全国選手権1部で19位となった。これはクラブにとって同大会での最高順位である。
1989年、コパ・ド・ブラジルの第1回大会に参戦し、1回戦でクルゼイロに敗れた。

## タイトル

### 国内タイトル
- カンピオナート・ブラジレイロ・セリエD : 1回
  - 2013
- カンピオナート・パライバーノ : 27回
  - 1936, 1937, 1938, 1944, 1945, 1947, 1948, 1949, 1953, 1954, 1955, 1957, 1968, 1969, 1970,
1975, 1976, 1977, 1978, 1984, 1986, 1988, 1998, 1999, 2003, 2013, 2014

## 過去の成績
| セリエA優勝 | セリエA準優勝 | 上位リーグ昇格 | 下位リーグ降格 |
| シーズン | リーグ  | 順位     | 勝点     | 試合数   | 勝       | 分       | 敗       | 得点     | 失点     |
| -------- | ------- | -------- | -------- | -------- | -------- | -------- | -------- | -------- | -------- |
| 2012     | セリエD | 参戦せず | 参戦せず | 参戦せず | 参戦せず | 参戦せず | 参戦せず | 参戦せず | 参戦せず |
| 2013     | セリエD | 1位      | 35       | 16       | 11       | 2        | 3        | 28       | 15       |
| 2014     | セリエC | 12位     | 25       | 18       | 6        | 7        | 5        | 20       | 19       |
| 2015     | セリエC | 12位     | 23       | 18       | 6        | 5        | 7        | 25       | 30       |
| 2016     | セリエC | 7位      | 29       | 20       | 7        | 8        | 5        | 19       | 14       |
| 2017     | セリエC |          |          |          |          |          |          |          |          |

## 歴代所属選手
- ジョゼ・カルロス・セホーン 1977
- アドリアーノ・フェヘイラ・マルティンス 2006
- バルレイ・シウバ・ドス・サントス 2013, 2016-
- ヘニキ・ルイス・ジ・アンドラージ 2016